# Bonsoir chef
Bonsoir chef est une série télévisée française en 26 épisodes de treize minutes diffusée à partir du 24 avril 1977 sur TF1.

## Synopsis
Cette série met en scène le quotidien d'une brigade de gendarmerie dans la ville fictive de Bleret-la-Rivière située en Indre-et-Loire.

## Distribution
- Jean-Luc Kayser : Maréchal des logis-chef Dubreuil
- Jean-Paul Denizon : Fournier
- François Leccia : Pinson
- Louis Lyonnet : Ménard
- Yves Pignot : Seguin
- Julie Ravix : Micheline Dubreuil
- Yvonne Clech : Mme Corbassière
- Jacques Monod : Barret
- Maurice Jacquemont : Le maire
- Bernadette Lange : Marthe Chevroux
- André Cellier : Lantin

## Fiche technique
- Scénario : Pierre Billard
- Réalisation : Pierre Goutas

## Tournage
La série a été tournée pour partie à Nogent-sur-Seine.